# Turbeville
Turbeville is een plaats (town) in de Amerikaanse staat South Carolina, en valt bestuurlijk gezien onder Clarendon County.

## Demografie
Bij de volkstelling in 2000 werd het aantal inwoners vastgesteld op 602.
In 2006 is het aantal inwoners door het United States Census Bureau geschat op 721, een stijging van 119 (19,8%).

## Geografie
Volgens het United States Census Bureau beslaat de plaats een oppervlakte van
3,3 km², geheel bestaande uit land. Turbeville ligt op ongeveer 38 m boven zeeniveau.

## Plaatsen in de nabije omgeving
De onderstaande figuur toont nabijgelegen plaatsen in een straal van 24 km rond Turbeville.